# Sergio Cammariere
Sergio Cammariere (Crotone, 15 novembre 1960) è un cantautore e pianista italiano.

## Biografia

### Anni novanta
È nel 1992 che compone la sua prima colonna sonora per il film Quando eravamo repressi di Pino Quartullo. Nel 1993 pubblica l'album I ricordi e le persone a nome Kunstler, Cammariere & Stress Band e sotto la produzione di Vincenzo Micocci; l'anno seguente ha firmato la colonna sonora di Teste rasate, film di Claudio Fragasso e nel 1996 quella di Uomini senza donne, film di Angelo Longoni.
Sempre negli anni novanta, seguono altri lavori per il cinema, con le colonne sonore de Il decisionista di Mauro Cappelloni, Colpo di sole di Claudio Fragasso, L'italiano di Ennio De Dominicis, La spiaggia di Mauro Cappelloni. Sergio Cammariere è autore anche delle musiche che accompagnano alcuni cortometraggi come Non finisce qui regia di Maria Sole Tognazzi del 1997, Mattia Preti - Il pennello e la spada regia di Francesco Cabras e Alberto Molinari e La pena del pane di Lucia Grillo, composte nel 2001 e nel 2004.
Nel 1997 partecipa al Premio Tenco e vince il Premio IMAIE come "Migliore Musicista e Interprete" della rassegna con voto unanime della giuria. Nel 1998 ha pubblicato l'EP Tempo perduto, mentre l'anno seguente è andato in scena al Teatro Flaiano di Roma con Giorgia O'Brien nello spettacolo teatrale Oggetti smarriti, regia Rossana Siclari.

### Anni duemila
Il 20 agosto 2001 esce l'album di debutto Dalla pace del mare lontano, edito dalla Via Veneto Jazz e prodotto da Biagio Pagano. Nel disco Cammariere si avvale della collaborazione di Roberto Kunstler per quanto riguardano i testi e parte delle musiche, di Pasquale Panella per un omaggio a Charles Trenet (Il mare) e di un gruppo di musicisti della scena jazz italiana e internazionale: Fabrizio Bosso alla tromba e flicorno, Luca Bulgarelli al contrabbasso, Amedeo Ariano alla batteria e Olen Cesari al violino. Il 2002 è all'insegna dei concerti: l'artista riceve numerosi riconoscimenti, tra i quali il Premio Carosone, il Premio De André come migliore artista dell'anno e la Targa Tenco 2002 come migliore opera prima per Dalla pace del mare lontano. Vince il referendum di Musica e dischi come migliore artista emergente dell'anno.
La partecipazione al Festival di Sanremo nel 2003 con Tutto quello che un uomo gli regala il terzo posto oltre al Premio della Critica e al Premio "Migliore Composizione Musicale" e due dischi di platino. Sempre nel 2003 riceve il Premio come "Miglior Live dell'anno" assegnato da Assomusica, mentre nello stesso anno esce l'album video Sergio Cammariere in concerto dal Teatro Strehler di Milano.
Il 2004 segna l'uscita del secondo album, Sul sentiero prodotto da Biagio Pagano, con dodici sue composizioni musicali su testi di R. Kunstler, Pasquale Panella e Samuele Bersani per Ferragosto, più due brani strumentali, Casa Lumière e Capocolonna, con la collaborazione di Paolo Silvestri. Nello stesso anno condivide il palco con Toots Thielemans, ospite della rassegna Pescara Jazz. Due anni più tardi è stata la volta del terzo album Il pane, il vino e la visione, composto da undici brani i cui testi sono opera di Kunstler; nel disco vi è inoltre la partecipazione di P. Panella. Nel 2007 l'attività concertistica lo porta in Europa; parallelamente firma la colonna sonora de L'abbuffata film di Mimmo Calopresti. Vince il "Premio per la Migliore Colonna Sonora" al Festival Internazionale del Cinema Mediterraneo di Montpellier; sempre nel 2007 ha preso parte al Festival di Sanremo in qualità di ospite di Simone Cristicchi, duettando nel brano Ti regalerò una rosa.
La sua seconda partecipazione al Festival di Sanremo è del 2008, dove canta L'amore non si spiega, duettando anche con Gal Costa. Esce, a seguire, il quarto album Cantautore piccolino, un disco antologico dedicato a Sergio Bardotti e Bruno Lauzi, che raggiunge il primo posto in classifica e viene certificato disco d'oro. Oltre a contenere il brano presentato a Sanremo, si arricchisce di un omaggio al jazz con My Song di Keith Jarrett, un'interpretazione di Estate di Bruno Martino con Fabrizio Bosso alla tromba e alcuni brani inediti, tra cui Nord, composizione per solo pianoforte. Continuano anche i riconoscimenti tra cui il Premio Lunezia Elite e il Premio "Miglior Colonna Sonora" al Genova Film Festival 2009 per le musiche del cortometraggio Fuori uso di Francesco Prisco.
Nell'ottobre del 2009 è uscito il quarto album Carovane, contenente tredici brani e caratterizzato anche dalla presenza di strumentazione non legata al jazz, come sitar, moxeno, vina, tampura e tabla. Nello stesso anno interpreta il brano La vita a New Orleans di Randy Newman per il film di animazione Disney La principessa e il ranocchio, oltre a collaborare come consulente musicale per I promessi sposi - Opera moderna di Michele Guardì, con musiche di Pippo Flora.
Nel corso degli anni hanno collaborato con lui Fabrizio Bosso, Olen Cesari, Luca Bulgarelli e Amedeo Ariano sia nei concerti live che nella realizzazione degli album; altrettanti musicisti di livello internazionale hanno partecipato ai suoi progetti: Arthur Maia, Jorginho Gomez, Gabriele Mirabassi, Michele Ascolese, Javier Girotto, Bruno Marcozzi, Simone Haggiag, Sanjay Kansa Banik, Gianni Ricchizzi, Stefano Di Battista, Bebo Ferra, Roberto Gatto, Jimmy Villotti.

### Anni 2010
Nel giugno 2010 firma, insieme al trombettista Fabrizio Bosso, il commento sonoro a Comiche vagabonde, tre comiche di Charlie Chaplin (Charlot a teatro, Charlot alla spiaggia, Charlot ortolano). Le tre comiche vengono pubblicate per la serie del Gruppo L'Espresso Sounds for Silence prodotta da Gianni Salvioni per la Ermitage. Sempre nel 2010 compone le musiche per Ritratto di mio padre, regia di Maria Sole Tognazzi, vincitore del Premio Speciale Documentari sul Cinema al Taormina Film Fest 2011. È un docufilm incentrato non solo sulla figura professionale dell'attore Ugo Tognazzi, ma anche su alcuni filmati inediti che lo ritraggono in ambito famigliare, fotografando la sua vita fuori dal set.
Nel 2011 realizza un lavoro per il teatro intitolato Teresa la ladra, il cui testo è tratto dal romanzo Memorie di una ladra della scrittrice Dacia Maraini, con musiche e canzoni originali di Sergio Cammariere e della stessa scrittrice. Nello stesso anno incide il brano "Anema e Core" con Lucio Dalla e Olen Cesari al violino. Nel novembre 2011 esce la colonna sonora del film Tiberio Mitri - Il campione e la miss, curata interamente da Cammariere e caratterizzato da sonorità che spaziano dal jazz alla musica classica.
Nel marzo 2012 esce il nuovo album Sergio Cammariere, dedicato all'amico artista delle luci Pepi Morgia, che racchiude quasi una sintesi, un ritratto in musica di tutte le anime di Cammariere, spaziando dal jazz alla bossa nova, dal samba a ritmi balcanici, da incursioni classiche alla musica world e progressive. Per i testi, oltre a Roberto Kunstler, Sergio Secondiano Sacchi e Giulio Casale. Tra le dodici tracce, due brani strumentali Thomas e Essaouira e Com'è che ti va?, interpretazione di una canzone scritta da Vinicius De Moraes con testo italiano di Sergio Bardotti e Nini Giacomelli. L'album vede la collaborazione di Michele Ascolese alle chitarre, Max Ionata al sax e il trombonista Roberto Rossi.
Nel 2013 compone le musiche per il film Maldamore per la regia di Angelo Longoni. Compone poi parte delle musiche per il primo lungometraggio del regista Paolo Consorti Il sole dei cattivi e firma il brano che chiude il primo lungometraggio del giovane ed eclettico regista Alfonso Bergamo, Tender Eyes. Iniziano anche le registrazioni del nuovo album.
Nel settembre del 2014 esce l'album Mano nella mano (Sony Music) dove raccoglie l'eredità della scuola della Canzone d'autore. L'album si compone di undici tracce, dieci canzoni e un brano strumentale. Gran parte dei testi è firmata da Roberto Kunstler e, tra le canzoni, un omaggio al maestro e poeta Bruno Lauzi (Io senza te, tu senza me). Anche per questo album hanno collaborato musicisti di alto profilo, quali Antonello Salis alla fisarmonica, Fabrizio Bosso alla tromba e flicorno, Roberto Taufic alla chitarra, Alfredo Paixão al basso, Gegè Telesforo alla voce e la sezione ritmica con Amedeo Ariano, Luca Bulgarelli e Bruno Marcozzi. Da novembre 2014, dopo un periodo lontano dal palcoscenico, è partita la relativa tournée.
Nel novembre 2016 Sergio Cammariere torna con il settimo album Io; nelle 12 tracce l'autore combina tradizione cantautorale italiana, contaminazioni afro-latine e l'anima jazz. Nel nuovo lavoro di Cammariere trovano spazio nuove creazioni frutto di una ricerca musicale in continua evoluzione, insieme a due duetti: Cyrano' con Gino Paoli e Con te o senza te con Chiara Civello; Cyrano' è stato inoltre presentato a Domenica in. Cammariere in questo album inserisce alcuni suoi successi, dipingendoli di nuove sfumature e aggiungendo l'orchestra d’archi: Tempo perduto, Via da questo mare, Tutto quello che un uomo, Dalla pace del mare lontano, L’amore non si spiega e Cantautore piccolino. In Io trovano spazio anche nuovi brani Chi sei, un jazz waltz in omaggio a Sergio Endrigo, Ti penserò, piano e voce, La giusta cosa e Sila. “Io” è stato registrato tra la Casa del Jazz e l’Auditorium Parco della Musica di Roma; collaborano con lui Fabrizio Bosso, Luca Bulgarelli, Amedeo Ariano, Bruno Marcozzi e l’orchestra d’archi diretta da Paolo Silvestri.
Nel 2017 pubblica Piano, primo disco solo piano. L'album contiene anche il brano Dodici minuti di pioggia, tratto dall'omonimo film di Fabio Teriaca, e premiato come "Best Song" al Los Angeles Film Awards di aprile 2019. Nel mese di dicembre viene pubblicata la raccolta L'artista, la vita, la storia - Sergio Cammariere che contiene i primi cinque album del cantautore.
Nel febbraio 2018 partecipa al Festival di Sanremo, ospite di Nina Zilli nella quarta serata dedicata ai duetti con il brano Senza appartenere. Nello stesso anno Cammariere compone le musiche originali per il documentario Prima che il gallo canti - il Vangelo secondo Andrea di Cosimo Damiano Damato, in cui è contenuta anche una nuova versione di Dalla pace del mare lontano, il cui relativo videoclip animato viene premiato al "Roma Videoclip". Compone inoltre le musiche per il cortometraggio Apri le labbra di Eleonora Ivone (miglior colonna sonora al Festival dei corti Tulipani di Seta Nera) e per il film Il banchiere anarchico di Giulio Base; il brano Anarchico ha ricevuto una candidatura come migliore canzone originale ai Nastri D'Argento 2019.
Nel maggio 2019 esce il decimo album di Sergio Cammariere, La fine di tutti i guai, prodotto da Giandomenico Ciaramella per Jando Music, Sergio Cammariere per Grandeangelo SRL e Aldo Mercurio in coproduzione con Parco della Musica Records e distribuito da Egea. Al disco ha collaborato Roberto Kunstler per la stesura di tutti i testi e i musicisti da sempre accompagnano Cammariere in concerto: Amedeo Ariano alla batteria, Luca Bulgarelli al contrabbasso, Daniele Tittarelli al sassofono soprano e Bruno Marcozzi alle percussioni; alla sua realizzazione hanno preso parte anche alcuni ospiti, come il violinista Olen Cesari, il chitarrista Roberto Taufic, l'organettista Alessandro D'Alessandro, il batterista Alfredo Golino e Maurizio Fiordiliso alle chitarre elettriche. L'album è stato successivamente premiato come miglior colonna sonora al festival internazionale LIAFF di Calcutta, al Mahul Woods International Film Festival e al Virgin Spring Cinefest (India), come Best Song al New York Film Awards 2019 e al Top Short Film Festival per il film Twelve Minutes of Rain. Sempre nel 2019 ha inciso una propria versione del brano Sconosciuti di Gianni Siviero, contenuta nella raccolta Io credevo. Le canzoni di Gianni Siviero. Nel novembre dello stesso anno è stato ospite della prima puntata del programma televisivo 20 anni che siamo italiani con un omaggio a Renato Carosone, esibendosi in un medley con Gigi D'Alessio, Morgan e Raphael Gualazzi.

### Anni 2020
Nel febbraio 2020 ha partecipato al programma televisivo Una storia da cantare omaggiando Sergio Endrigo attraverso una reinterpretazione del brano L'arca di Noè. Nell'aprile seguente è uscito il brano Tu, io e domani, scritto da Joe Barbieri e interpretato da Cammariere stesso insieme a Fabrizio Bosso, Luca Bulgarelli e Tosca; le vendite ricavate da tale brano sono state devolute alla Protezione Civile impegnata a contrastare gli effetti della pandemia di COVID-19. Intorno allo stesso periodo è stato reso disponibile il video per il brano Con te sarò, vincitore a giugno al Music Video Underground Festival di Parigi nella categoria miglior video animato.
Nel 2021 il brano Tutto quello che un uomo è stato inserito nella colonna sonora del film di Giulio Base Un cielo stellato sopra il ghetto di Roma. Nel mese di febbraio è stato ospite del programma A grande richiesta e in occasione di San Valentino, nella serata Parlami d'amore, ha cantato Tutto quello che un uomo e Vedrai, vedrai di Luigi Tenco. Il 23 marzo dello stesso anno ha pubblicato il libro Libero nell'aria, edito da Rizzoli e scritto con Cosimo Damiano Damato, mentre il 14 maggio successivo è uscito il decimo album Piano nudo, interamente strumentale e caratterizzato da sonorità jazz moderne. Il 3 dicembre è stato reso disponibile digitalmente l'album dal vivo In concerto al Teatro Sistina, contenente l'esibizione dell'artista avvenuta nel 2003 presso il Teatro Sistina di Roma. Nell'ottobre ha composto le musiche originali per l'opera teatrale Il caso Tandoy di Michele Guardì, presentato presso il Teatro Quirino di Roma.
Nel marzo 2023, insieme a Dacia Maraini, ha curato le musiche per le opere teatrali L'altra Teresa e Teresa la ladra, andate in scena rispettivamente al Teatro degli Illuminati di Città di Castello (con Moni Ovadia) al Teatro Parioli di Roma (con Mariangela D'Abbraccio). Il 21 aprile è uscito l'album Una sola giornata, composto da tredici brani che spaziano tra swing, jazz e bossa nova. la produzione è stata curata da Cammariere stesso insieme a Giandomenico Ciaramella e Aldo Mercurio e la realizzazione è avvenuta in un arco compreso di circa otto anni come spiegato dal musicista. Nello stesso periodo compone insieme a Lucio Gregoretti le musiche originali per il film La quattordicesima domenica del tempo ordinario di Pupi Avati, il cui brano La quattordicesima domenica viene cantato da Lodo Guenzi, Gabriele Lavia e Cammariere stesso.
Nell'ottobre 2024 il musicista è stato insignito del Pitagora d'oro, la massima onorificenza cittadina, per la sua carriera artistica e il suo contributo nel diffondere il nome della città di Crotone a livello internazionale. Il mese seguente è uscito il film Revival di Dario Germani, la cui colonna sonora è stata curata da Cammariere.

## Discografia

### Album in studio
- 1993 – I ricordi e le persone (Kunstler, Cammariere & Stress Band)
- 2002 – Dalla pace del mare lontano
- 2004 – Sul sentiero
- 2006 – Il pane, il vino e la visione
- 2009 – Carovane
- 2012 – Sergio Cammariere
- 2014 – Mano nella mano
- 2016 – Io
- 2017 – Piano
- 2019 – La fine di tutti i guai
- 2021 – Piano nudo
- 2023 – Una sola giornata

### Album dal vivo
- 2021 – In concerto al Teatro Sistina

### Raccolte
- 2008 – Cantautore piccolino
- 2017 – L'artista, la vita, la storia

### Colonne sonore
- 1992 – Quando eravamo repressi (Original Motion Picture Soundtrack) (pubblicato come "Stress" Sergio Cammariere)
- 1994 – Teste rasate (Original Soundtrack) (con la Stress Band)
- 1996 – Uomini senza donne
- 2007 – L'abbuffata (Original Motion Picture Soundtrack)
- 2011 – Tiberio Mitri - Il campione e la miss
- 2023 – La quattordicesima domenica del tempo ordinario (con Lucio Gregoretti)

### Singoli
- 1998 – Tempo perduto
- 2002 – Sorella mia
- 2003 – Tutto quello che un uomo
- 2008 – L'amore non si spiega
- 2012 – Ogni cosa di me
- 2012 – Transamericana
- 2012 – Com'è che ti va?
- 2014 – Ed ora
- 2014 – Mano nella mano
- 2016 – Con te o senza te (feat. Chiara Civello)
- 2019 – La fine di tutti i guai

### Collaborazioni
- 2002 – Canzoni per te - Dedicato a Sergio Endrigo
- 2003 – Ten Years of Italian Jazz Label 1993-2003 - Via Veneto Jazz
- 2006 – The Italian Way - Umbria Jazz
- 2007 – Ciao Poeta - omaggio a Sergio Endrigo
- 2007 – You’ve Changed - Fabrizio Bosso with string
- 2008 – Bardòci - inediti e rarità di Sergio Bardotti
- 2008 – Notturno - Nazzareno Carusi - EMI
- 2009 – La principessa e il ranocchio - Disney
- 2010 – Unexpected - Olen Cesari
- 2011 – Lontano lontano - le sigle del Premio Tenco 1989-2003
- 2012 – Per Gaber... io ci sono - dedicato a Giorgio Gaber
- 2017 – Multifilter - mito e memoria del padre nella canzone
- 2017 – Il muro degli angeli - il canzoniere di Alda Merini
- 2019 – Io credevo. Le canzoni di Gianni Siviero
- 2021 – Il Manichino feat Joan Manuel Serrat - Canzoni di Alessandro D'Alessandro

### Curiosità
È cugino del cantautore Rino Gaetano

## Videografia
- 2003 – Sergio Cammariere in concerto dal Teatro Strehler di Milano

## Teatro
- 1999 – Oggetti smarriti
- 2012 – Teresa la ladra
- 2022 – Il caso Tandoy
- 2023 – L'altra Teresa